# Centre du cinéma grec
Le Centre du cinéma grec (Ελληνικό kέντρο kινηματογράφου (Elliniko kentro kinimatographou)) est l'organisme public chargé d'apporter le soutien de l'État grec au cinéma national.

## Buts et organisation
Les statuts et l'organisation du Centre du cinéma grec ont été fixés en 1986 par la loi 1597/86 renforcée par un décret présidentiel de 1998 (113/98). Les buts de cet organisme sont « protéger, développer et soutenir l'art du film et le cinéma grec » ainsi qu'« assurer sa présentation et sa diffusion en Grèce et à l'étranger ». Il dépend du ministère de la Culture et est financé par l'État. Il est dirigé par une assemblée générale de 19 membres, désignés pour deux ans, et par un comité directeur de sept membres, désignés pour quatre ans. Son président est en 2011 Giorgos Papalios.

## Histoire
L'origine du Centre du cinéma grec remonte à l'époque de la dictature des colonels. En 1970, la Société générale anonyme industrielle et commerciale d'entreprises cinématographiques fut créée afin de financer des films servant à la propagande du régime. Elle dépendait du Ministère de l'industrie. La présidence fut confiée à Yórgos Tzavéllas. L'organisme survécut à la chute du régime, passant jusqu'en 1978 sous la coupe du Ministère du développement industriel. Il poursuivit son travail de financement après un changement de nom en 1975 quand il devint Centre du cinéma grec,,.
Dans les années 1980, il assura la survie du Nouveau Cinéma grec en lui offrant un financement pérenne. Bientôt, toute la production cinématographique du pays ne put se faire sans l'aide du centre. Au départ, le centre finançait en coproduction : en 1981 et 1982, il participa ainsi à la production d'une vingtaine de longs-métrages ainsi que de courts-métrages. En 1986, l'actrice devenue ministre de la Culture, Melina Mercouri, fit voter une réforme du centre. Il devint société anonyme de droit public, financé par l'État qui lui reverse une taxe prélevée sur les entrées. Le ministère le contrôle encore, cependant, il dispose d'une autonomie administrative et financière. Les diverses professions du cinéma sont représentées au conseil d'administration. Le centre finance désormais l'écriture des scénarios ainsi que la production (entre 20 et 70 % du budget). Il participe aussi à la promotion en Grèce et à l'étranger. De 1981 à 1996, le centre participa au financement de plus de 150 films.